# Патрик Дзичек
Патрик Дзичек (пол. Patryk Dziczek, нар. 25 лютого 1998, Гливиці, Польща) — польський футболіст, півзахисник клубу «П'яст».

## Клубна кар'єра
Патрик Дзичек народився у місті Гливиці і є вихованцем місцевого клубу «П'яст». У червні 2015 року Патрик дебютував у складі першої команди у матчі Екстракласи.
Після переможного сезону 2018/19 у чемпіонаті Польщі Патрик Дзичек підписав контракт з італійським клубом «Лаціо». Але вже через кілька днів футболіст відбув в оренду у клуб Серії В «Салернітана». Оренда була розрахована на рік. Але після закінчення сезону 2019/20 термін оренди було продовжено ще на рік. Наступний сезон став для польського футболіста і його клубу переможним у Серії В.

## Збірна
З 2014 року Патрик Дзичек регулярно виступав за юнацькі та молодіжну збірні Польщі.

## Досягнення
П'яст
 Чемпіон Польщі: 2018/19
Індивідуальні
- Кращий молодий футболіст року в Екстракласі: 2018/19[4]